# Джек-потрошитель (фильм, 1976)
«Джек-потрошитель» (Jack the Ripper — Der Dirnenmörder von London в переводе с нем. — «Джек-потрошитель — лондонский убийца проституток») — фильм ужасов 1976 года совместного производства ФРГ и Швейцарии режиссёра Хесуса Франко. Премьера фильма состоялась 23 сентября 1976 года. Входит в серию, основанную на фильме «Ужасный доктор Орлофф» (исп. Gritos en la noche).

## Сюжет
Действие фильма происходит в 1888 году в Лондоне. Доктор Деннис Орлофф является культурным и ответственным ничем не примечательным человеком, посвятившим свою жизнь исцелению больных людей. Однако порой ночами доктор превращается в кровавого маньяка-убийцу, убивающего местных проституток. Расследование дела о серийных убийствах занимается специалист из Скотланд-Ярда инспектор Селби. В то же время жена Селби Синтия, однажды повстречав доктора Орлоффа, внутренним чутьём обнаружила в нём некую тайну. Таким образом она входит в образ проститутки и опускается в самые грязные низы Лондона с целью раскрыть тайну доктора.

## В ролях
- Клаус Кински — доктор Деннис Орлов
- Джозефина Чаплин — Синтия
- Херберт Фукс — Чарли Рыбак
- Лина Ромай — Марика Стивенсон
- Ангелика Арндтс — миссис Стивенсон Браун
- Никола Вейс — Фрида
- Урсула фон Вейс — мисс Хиггинс
- Ханс Гуглер — Джон Бриджет
- Франсин Густер — Салли Браун
- Ольга Гебхард — миссис Бакстер
- Регина Эльзенер — блондинка
- Эстер Студер — Дженни
- Лорли Бушер — мисс Лулу
- Андреас Манкопф — инспектор Селби